# Volati
Volati AB er en svensk industri- og handelskoncern. De ejer handelskoncernen Salix Group og forskellige industrivirksomheder. Akademibokhandeln har siden 2017 været en del af Volati.